# Шаріфов Шаріф Наїдгаджавович
Шаріф Шаріфов (азерб. Şərif Şərifov, рос. Шариф Шарифов; нар. 11 листопада 1988, село Генух, Чародинський район, Дагестанська АРСР, РСФСР) — російський та азербайджанський борець вільного стилю, чемпіон, срібний та бронзовий призер чемпіонатів світу, чемпіон, дворазовий срібний та бронзовий призер чемпіонатів Європи, чемпіон та дворазовий бронзовий призер Кубків світу, чемпіон та бронзовий Олімпійських ігор.

## Біографія
Народився в Дагестані. Боротьбою почав займатися з 2000 року. На юніорських міжнародних змаганнях виступав за збірну Росії. З 2008 року представляє Азербайджан. Виступає за борцівський клуб «Атаспорт» з Баку.

## Спортивні результати на міжнародних змаганнях

### Виступи на Олімпіадах
| Змагання                    | Збірна      | Вагова категорія          | Місце  |
| --------------------------- | ----------- | ------------------------- | ------ |
| Літні Олімпійські ігри 2012 | Азербайджан | вільна боротьба, до 84 кг | Золото |
| Літні Олімпійські ігри 2016 | Азербайджан | вільна боротьба, до 86 кг | Бронза |
| Літні Олімпійські ігри 2020 | Азербайджан | вільна боротьба, до 97 кг | 5      |

### Виступи на Чемпіонатах світу
| Змагання                        | Збірна      | Вагова категорія          | Місце  |
| ------------------------------- | ----------- | ------------------------- | ------ |
| Чемпіонат світу з боротьби 2009 | Азербайджан | вільна боротьба, до 84 кг | Бронза |
| Чемпіонат світу з боротьби 2011 | Азербайджан | вільна боротьба, до 84 кг | Золото |
| Чемпіонат світу з боротьби 2018 | Азербайджан | вільна боротьба, до 92 кг | 18     |
| Чемпіонат світу з боротьби 2019 | Азербайджан | вільна боротьба, до 97 кг | Срібло |

### Виступи на Чемпіонатах Європи
| Змагання                         | Збірна      | Вагова категорія          | Місце  |
| -------------------------------- | ----------- | ------------------------- | ------ |
| Чемпіонат Європи з боротьби 2010 | Азербайджан | вільна боротьба, до 84 кг | Срібло |
| Чемпіонат Європи з боротьби 2011 | Азербайджан | вільна боротьба, до 84 кг | Бронза |
| Чемпіонат Європи з боротьби 2016 | Азербайджан | вільна боротьба, до 97 кг | 17     |
| Чемпіонат Європи з боротьби 2018 | Азербайджан | вільна боротьба, до 92 кг | Срібло |
| Чемпіонат Європи з боротьби 2019 | Азербайджан | вільна боротьба, до 92 кг | Золото |

### Виступи на Кубках світу
| Змагання                    | Збірна      | Вагова категорія          | Місце  |
| --------------------------- | ----------- | ------------------------- | ------ |
| Кубок світу з боротьби 2012 | Азербайджан | вільна боротьба, до 84 кг | Золото |
| Кубок світу з боротьби 2015 | Азербайджан | вільна боротьба, до 97 кг | Бронза |
| Кубок світу з боротьби 2017 | Азербайджан | вільна боротьба, до 86 кг | Бронза |

### Виступи на Іграх ісламської солідарності
| Змагання                          | Збірна      | Вагова категорія          | Місце  |
| --------------------------------- | ----------- | ------------------------- | ------ |
| Ігри ісламської солідарності 2017 | Азербайджан | вільна боротьба, до 86 кг | Бронза |

### Виступи на інших змаганнях
| Змагання                                     | Збірна      | Вагова категорія                | Місце  |
| -------------------------------------------- | ----------- | ------------------------------- | ------ |
| Золотий Гран-прі з боротьби 2008             | Азербайджан | вільна боротьба, до 84 кг       | Бронза |
| Золотий Гран-прі з боротьби 2009             | Азербайджан | вільна боротьба, до 84 кг       | Бронза |
| Золотий Гран-прі з боротьби 2010 (Баку)      | Азербайджан | вільна боротьба, до 84 кг       | Бронза |
| Турнір Алі Алієва 2011                       | Азербайджан | вільна боротьба, до 84 кг       | Золото |
| Золотий Гран-прі з боротьби 2011 (Баку)      | Азербайджан | вільна боротьба, до 84 кг       | Золото |
| Тестовий турнір FILA 2011                    | Азербайджан | вільна боротьба, до 84 кг       | Золото |
| Турнір Яшара Догу 2012                       | Азербайджан | вільна боротьба, до 96 кг       | Срібло |
| Гран-прі Іспанії з боротьби 2013             | Азербайджан | вільна боротьба, до 96 кг       | Бронза |
| Золотий Гран-прі з боротьби 2013 (Баку)      | Азербайджан | вільна боротьба, до 96 кг       | Срібло |
| Турнір Дана Колова — Николи Петрова 2014     | Азербайджан | вільна боротьба, до 97 кг       | Золото |
| Турнір Алі Алієва 2014                       | Азербайджан | вільна боротьба, до 97 кг       | Срібло |
| Турнір Алі Алієва 2014                       | Азербайджан | вільна боротьба, до 70 кг       | 19     |
| Гран-прі Парижа з боротьби 2015              | Азербайджан | вільна боротьба, до 97 кг       | Золото |
| Турнір Олександра Медведя 2015               | Азербайджан | вільна боротьба, до 97 кг       | Срібло |
| Турнір Яшара Догу 2016                       | Азербайджан | вільна боротьба, до 97 кг       | 19     |
| Кубок Алроси 2017                            | Азербайджан | команда                         | Срібло |
| Київський Міжнародний турнір з боротьби 2018 | Азербайджан | вільна боротьба, до 92 кг       | Золото |
| Турнір Олександра Медведя 2018               | Азербайджан | вільна боротьба, до 92 кг       | Золото |
| Турнір Аланії з боротьби 2018                | Азербайджан | вільна боротьба, до 92 кг       | Бронза |
| Кубок Тахті 2019                             | Азербайджан | вільна боротьба, до 92 кг       | Бронза |
| Кубок Алроси 2019                            | Азербайджан | Multiple Style Event, до F97 кг | Срібло |
| Кубок Алроси 2019                            | Азербайджан | команда                         | Срібло |
| Гран-прі Франції Анрі Деглана 2021           | Азербайджан | вільна боротьба, до 97 кг       | 4      |
| Меморіал Вацлава Циолковського 2021          | Азербайджан | вільна боротьба, до 97 кг       | 9      |
| Турнір Яшара Догу 2021                       | Азербайджан | вільна боротьба, до 97 кг       | Золото |

### Виступи на змаганнях молодших вікових груп
| Змагання                                       | Збірна | Вагова категорія          | Місце |
| ---------------------------------------------- | ------ | ------------------------- | ----- |
| Чемпіонат Європи з боротьби серед юніорів 2007 | Росія  | вільна боротьба, до 84 кг | 12    |